# Slag bij Murten

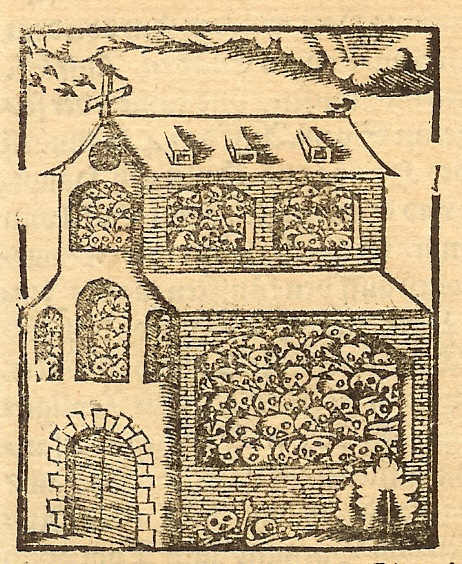
In het knekelhuis van Meyriez waren van 1485 tot 1798 de resten van de gevallenen opgeslagen. Een opschrift vermeldde: "Helveten, houd halt! Hier ligt het leger begraven dat Luik verwoestte en de Franse troon deed wankelen."

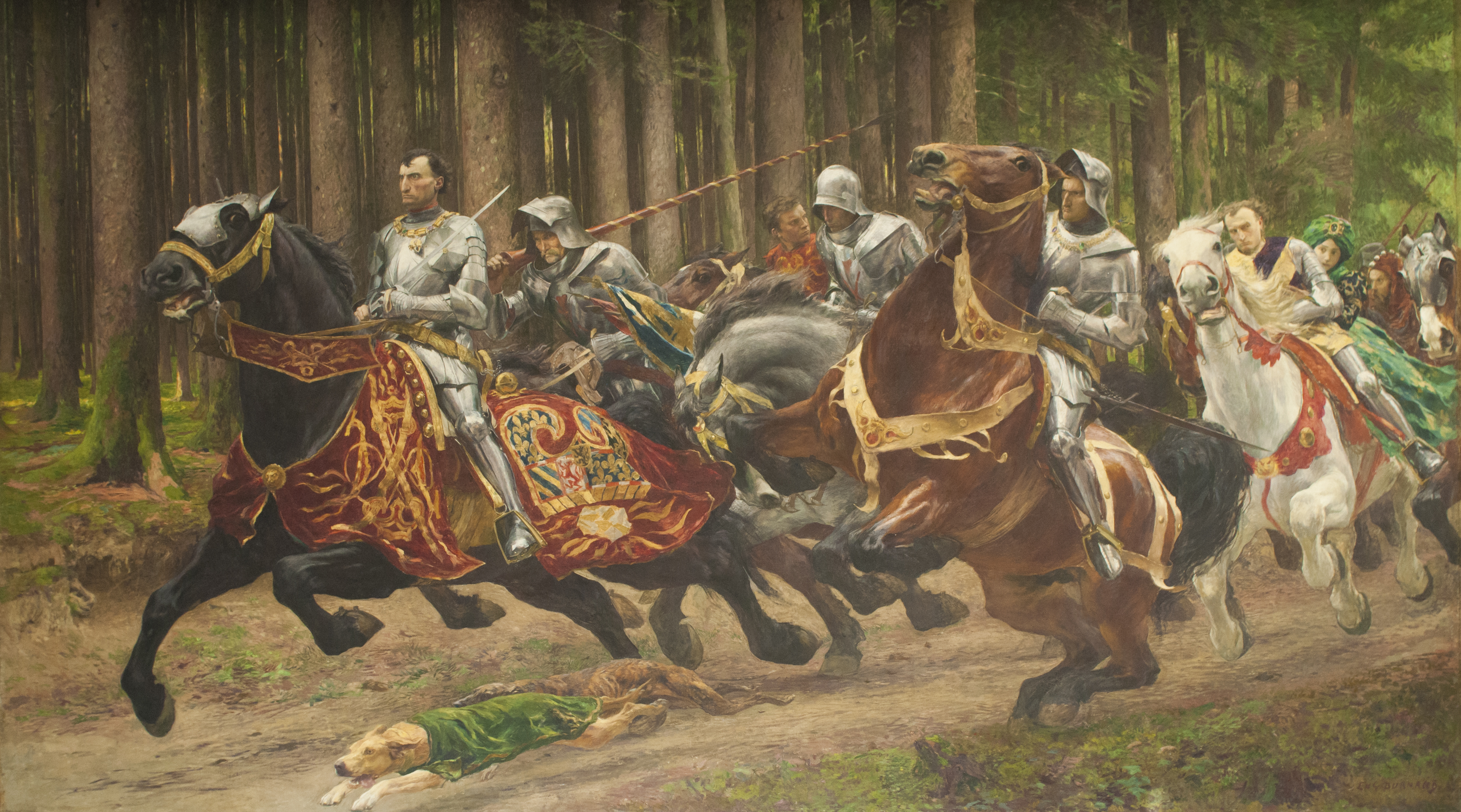
Op het historiestuk De vlucht van Karel de Stoute (1894-1895) verbeeldde Eugène Burnand hoe de vorst zich na de nederlaag in Murten met schok in de ogen uit de voeten maakte.

De Slag bij Murten vond plaats op 22 juni 1476 vlak bij Murten (Frans: Morat) en was een van de slagen van de Bourgondische Oorlogen. In deze slag overwon het Zwitserse Oude Eedgenootschap een leger van Karel de Stoute, de hertog van Bourgondië.
De Bourgondische oorlogen waren erop gericht om de Zwitserse Eedgenoten te verslaan. Karel de Stoute vond Zwitserland als land oninteressant, omdat het noch over grondstoffen noch over een goede infrastructuur beschikte. De oorlog kwam op gang door de rivaliteit tussen Lodewijk XI van Frankrijk en Karel de Stoute. Deze had Lotharingen ingenomen, als pand van de (Oostenrijkse) Habsburgers, die in oorlog waren met de Zwitserse Eedgenoten en daarvoor geld nodig hadden. De Oostenrijkers antwoordden daarop door de hertog van Bourgondië de oorlog te verklaren en zij verbonden zich met de Eedgenoten en Frankrijk. Karel de Stoute voelde zich gedwongen een veldtocht tegen de Eedgenoten te ondernemen, nadat zij in 1474 de Slag bij Héricourt hadden gewonnen, waarbij delen van de Jura op Bourgondië werden veroverd, en in 1475 de met Karel de Stoute verbonden hertog van Savoye werd verslagen bij de Slag op de Planta. Bern verzette zich heftig tegen de expansie van Bourgondië.
Na zijn verlies in de Slag bij Grandson op 3 maart 1476 formeerde Karel de Stoute zijn leger en ging op weg naar Bern. De stad Murten, die zich op 30 kilometer van Bern bevindt, werd vanaf 9 juni belegerd.
Karel de Stoute beschikte over ongeveer 20.000 manschappen. De Zwitserse Eedgenoten hadden eveneens een leger van ongeveer 20.000 man, bestaande uit Berner, troepen uit Unterwalden, verbondenen uit de Elzas, Luzerner, Urner, Schwyzer en Fribourger, en voor de eerste keer in de geschiedenis van de Eedgenoten, troepen uit Wallis. Net op tijd kwamen ook nog1600 troepen uit Zürich aan om onder leiding van Hans Waldmann de hoofdmacht te vormen, plus 200 ruiters uit Oostenrijk. Het Oostenrijkse voetvolk, de Appenzeller en de mannen uit Sankt Gallen kwamen te laat.
De eerste slag op 22 juni vond plaats bij een vooruitgeschoven gedeelte van het leger van Karel de Stoute dat een buffer vormde tussen Murten en Bern; alle 2.000 soldaten werden gedood. Het overige deel van het leger van Karel de Stoute kwam veel te laat in beweging en moest zich bovendien tegen een door de regen volledig natte en modderige heuvel omhoog werken. De Eedgenoten onder aanvoering van Adrian von Bubenberg en Wilhelm d'Affy konden daardoor hun tegenstanders vrij makkelijk verslaan. Karel de Stoute vluchtte met enige duizenden soldaten naar het westen en zij werden tot Avenches achtervolgd. De achtergebleven Bourgondiërs in Murten gaven zich over. De Eedgenoten namen geen gevangenen en wierpen de Bourgondiërs in het meer van Murten. Een rode alg, die het meer van Murten soms roodkleurt, heet sindsdien Bourgondisch bloed. "Zo brutaal/wreed als Murten" werd een uitdrukking. Tussen 10.000 en 12.000 soldaten van Karel de Stoute lieten het leven, tegenover slechts 410 man van de Eedgenoten.

## Gevolgen

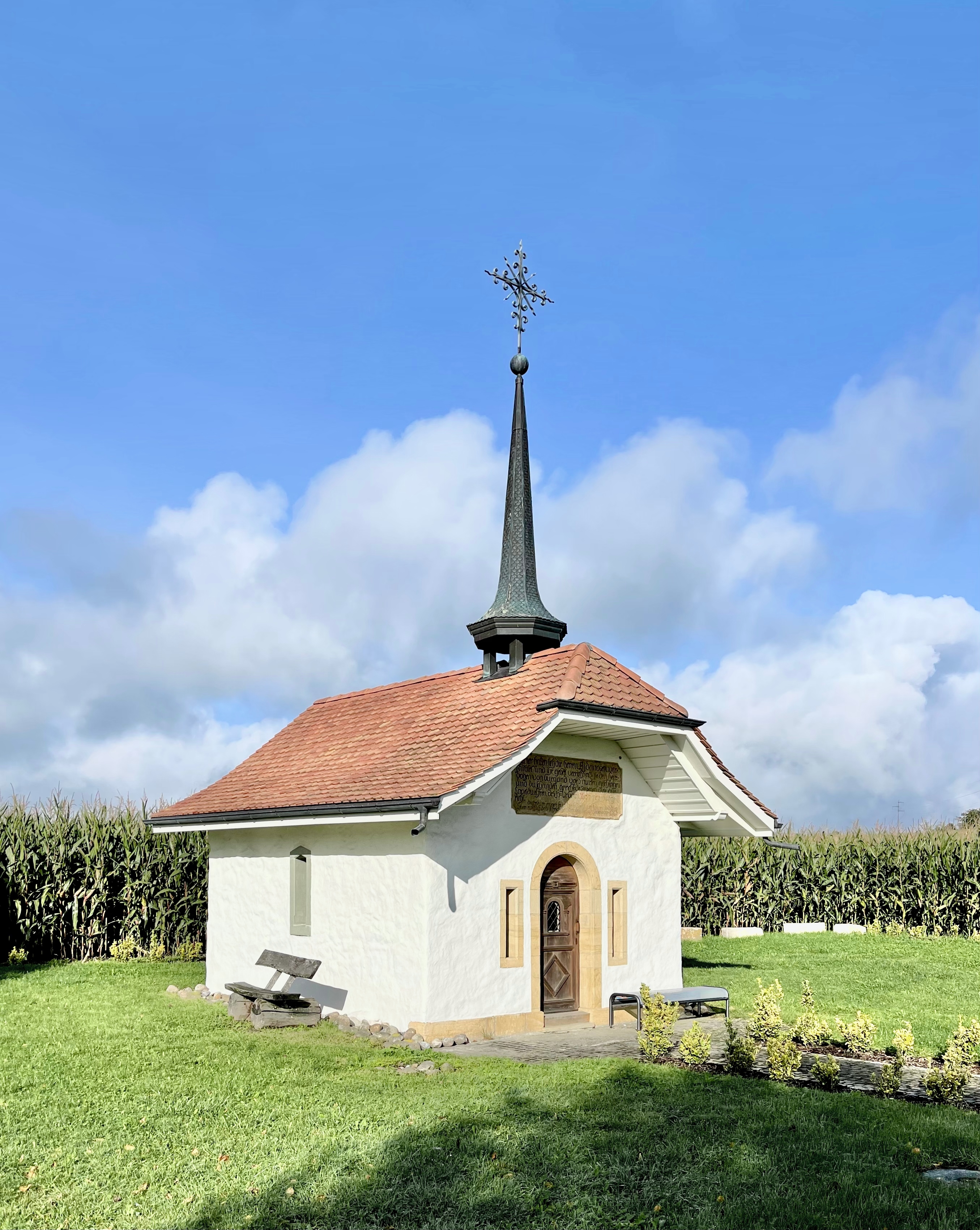
De Sankt Urbanus I-kapel, waar de Zwitsers baden voordat ze ten strijde trokken.

De twee achtereenvolgende gewonnen slagen sterkten het zelfvertrouwen van de Eedgenoten. Ze vielen het sterk uitgedunde leger van Karel de Stoute nogmaals aan in de Slag bij Nancy op 5 januari 1477. Hierbij vond ook Karel de Stoute zelf de dood. Frankrijk en het Habsburgse Oostenrijk profiteerden daarvan en verdeelden de bezittingen van Bourgondië onder elkaar. Dit luidde ook het vrij plotselinge einde in van het Bourgondische Rijk. 
De Eedgenoten hadden met de Bourgondische Oorlogen hun faam als soldaten gevestigd, hetgeen hen sterkte in hun streven naar een onafhankelijke statenbond. Veel Zwitserse landsknechten gingen als huursoldaten in buitenlandse legers dienen en brachten zo geld naar Zwitserland.

## De legende van de Murtenloper
De legende vertelt van een hardloper, die met een lindeboomtwijg in zijn hand, zonder onderbreking de 17 kilometer van Murten naar Fribourg liep om de overwinning op Karel de Stoute mede te delen. Toen hij in Fribourg aankwam kon hij alleen nog maar het woord gewonnen zeggen voordat hij stierf. Op deze plaats werd een lindeboom geplant, die inmiddels gestorven is en is vervangen door een monument voor het stadhuis. Ter ere van dit feit wordt elk jaar de Murtenlauf/Morat-Fribourg gehouden.